# Sebastiano Sanzarello
Sebastiano Sanzarello (Mistretta, 6 luglio 1952) è un politico e medico italiano, senatore della XIV legislatura e sindaco di Mistretta a partire dal 13 ottobre 2021.
Dal 2008 al 2009 ha ricoperto anche il ruolo di europarlamentare.

## Biografia
Medico ospedaliero, è stato consigliere e Assessore provinciale di Messina nel periodo tra il 1990 e il 1994, consigliere nazionale della Democrazia Cristiana, è stato eletto Deputato all'Assemblea Regionale Siciliana (ARS) nel 1996 per il Centro Cristiano Democratico (CCD), dove è stato anche capogruppo. Nel 1998 è Assessore Regionale alla Sanità nella I Giunta Capodicasa di centrosinistra (1998-1999), presidente della Commissione Bilancio.
Successivamente è stato eletto senatore nel 2001 nella XIV Legislatura, per la lista della Casa delle Libertà nel collegio di Enna, ha aderito al gruppo di Forza Italia per poi passare, nel 2004, nell'Unione dei Democratici Cristiani e di Centro (UDC).
È ritornato all'ARS in vista  delle elezioni regionali del 2006, dove è stato eletto nel collegio di Messina nella lista dell'UDC, fino allo scioglimento anticipato del 2008.
Dal 2008 al 2009 ha ricoperto la carica di europarlamentare in sostituzione di Raffaele Lombardo, dimessosi dopo essere stato eletto Presidente della Regione Siciliana. È iscritto al gruppo del Partito Popolare Europeo - Democratici Europei ed ha aderito alla componente di Forza Italia.
L'11 ottobre 2021 viene eletto sindaco di Mistretta, suo paese natale, con la lista civica "Ripartiamo Insieme" ottenendo il 69,75% dei consensi.

### Procedimenti giudiziari
Il 10 dicembre 2011 è tra gli indagati della procura antimafia di Messina, con l'accusa di concussione per aver intascato tangenti da un ente per assistenza spastici per oltre mezzo milione di euro.